# 忠實體育場
忠實體育場（Allegiant Stadium）是位於美國內華達州天堂市的體育場，建成于2020年，由美国廉航忠實航空从2020年起冠名30年。本體育場為全国橄榄球联盟（NFL）拉斯維加斯突襲者隊和内华达大学拉斯维加斯分校反叛者橄榄球队的主場。
忠实体育场为圆顶式体育场，没有可伸缩式屋顶。体育场面向的北端设有巨大的推拉窗，场内观众可以看到拉斯维加斯大道的景观，天气允许时将开启推拉窗以营造户外氛围。忠实体育场外部面向15号州际公路的一侧贴有27,600平方英尺的三星LED网格屏。

## 外部連結
- 官方网站
- Las Vegas Stadium Authority （页面存档备份，存于）